# Blödaren
Blödaren är en svensk skräckfilm från 1983 skriven och regisserad av Hans Hatwig.

## Handling
Tjejerna i bandet Rock Cats är på turné genom det samtida Sverige då deras turnébuss plötsligt lägger av. Iklädda högklackat, läder och nitar måste rockbrudarna ge sig ut i skogen för att hitta hjälp.
Men det enda de finner i den ensliga skogen är en övergiven liten bygd. Och det är inte tjejernas rysliga frisyrer som har skrämt bort befolkningen. Det är något ännu värre...

## Om filmen
"Blödaren" är skriven och regisserad av tidningslegenden Hans Hatwig som skapade poptidningen Okej. Han regisserade senare den svenska filmen Gröna gubbar från Y.R. och skrev manus till Ha ett underbart liv. Med Blödaren skapade han något så unikt som den första svenska film som producerades direkt för videomarknaden.
Alla roller görs av svenska rockartister. Tjejerna i bandet Revansch har huvudrollerna, Danne Stråhed från malmöbandet Änglabarn och dansbandet Wisex är filmens hjälte och Åke Eriksson från Wasa Express är "Blödaren" själv. Filmen innehåller bland annat inslag om 1980-talets mode.
Filmen är huvudsakligen inspelad på godset Ryfors i Mullsjö kommun. Ryfors var vid tiden för inspelningen sedan länge övergivet och byggnaderna stod som spökhus. Många besökte godset under denna tid, en del för att stjäla möbler och inredning. Att Hans Hatwig lyckades få tillstånd till filminspelningen på godset kommer sig av att dåvarande godsägaren, den excentriske John-Henry Sager, var mycket filmintresserad. I en av godsets huvudbyggnader fanns för övrigt en liten biograf.